# Cross Juan Muguerza
Le Cross Juan Muguerza ou Cross d'Elgoibar est une compétition de cross-country se déroulant tous les ans, en janvier, à Elgoibar, en Espagne. Disputée pour la première fois en 1943, l'épreuve fait partie du circuit mondial IAAF de cross-country.
Les distances parcourues sont de 10,7 km pour les hommes, et de 6,6 km pour les femmes.

## Palmarès
| Édition | Année | Vainqueur hommes       | Temps       | Vainqueur femmes          | Temps       |
| ------- | ----- | ---------------------- | ----------- | ------------------------- | ----------- |
| 56e     | 2000  | Sammy Kipketer         | 30 min 05 s | Yemenashu Taye            | 17 min 21 s |
| 57e     | 2001  | Abraham Chebii         | 31 min 56 s | Sally Barsosio            | 17 min 47 s |
| 58e     | 2002  | Abraham Chebii         | 31 min 53 s | Anne Jelagat Kibor        | 22 min 05 s |
| 59e     | 2003  | Kenenisa Bekele        | 30 min 58 s | Edith Masai               | 20 min 45 s |
| 60e     | 2004  | Abraham Chebii         | 30 min 14 s | Elvan Abeylegesse         | 20 min 39 s |
| 61e     | 2005  | Tariku Bekele          | 32 min 02 s | Alice Timbilil            | 22 min 20 s |
| 62e     | 2006  | Charles Kamathi        | 32 min 23 s | Workitu Ayanu             | 22 min 19 s |
| 63e     | 2007  | Sileshi Sihine         | 31 min 08 s | Mestawet Tufa             | 20 min 37 s |
| 64e     | 2008  | Leonard Patrick Komon  | 31 min 54 s | Priscah Jepleting Cherono | 21 min 19 s |
| 65e     | 2009  | Ayele Abshero          | 31 min 18 s | Florence Kiplagat         | 21 min 39 s |
| 66e     | 2010  | Leonard Patrick Komon  | 32 min 44 s | Frehiwat Goshu            | 22 min 37 s |
| 67e     | 2011  | Leonard Patrick Komon  | 32 min 05 s | Sara Moreira              | 22 min 08 s |
| 68e     | 2012  | Paul Kipngetich Tanui  | 32 min 25 s | Wude Ayalew               | 22 min 29 s |
| 69e     | 2013  | Conseslus Kipruto      | 33 min 15 s | Gelete Burka              | 22 min 53 s |
| 70e     | 2014  | Timothy Toroitich      | 32 min 04 s | Hiwot Ayalew              | 21 min 59 s |
| 71e     | 2015  | Teklemariam Medhin     | 34 min 14 s | Mimi Belete               | 24 min 29 s |
| 72e     | 2016  | Aweke Ayalew (BHR)     | 33:02       | Irene Cheptai (KEN)       | 22:09       |
| 73e     | 2017  | Joshua Cheptegei (UGA) | 31:50       | Senbere Teferi (ETH)      | 25:10       |
| 74e     | 2018  | Selemon Barega (ETH)   | 33:54       | Ruth Jebet (BHR)          | 27:15       |